# 中川安
中川安株式会社（なかがわやす）は、かつて東京都渋谷区渋谷1-14-16に本社を置いた、医薬品・医療機器・医療用検査試薬・介護用品・健康食品・一般用医薬品等の卸売販売をおこなう企業であった。 現在は「アルフレッサ株式会社」である。

## 概要
- 資本金・5000万円
- 代表取締役社長・中川佳英

## 沿史
- 明治39年1月創業者中川盛長が「半井万紹商店」（後の「半井株式会社）から暖簾別けを許され京都府京都市二条通車屋町東入北側にて「中川安七商店」創業
- 明治39年11月京都府京都市車屋町二条上ル西側にあった「三品」が廃業しそのあとに移転
- 明治39年創業時から「半井万紹商店」の取り計らいにより「武田長兵衛商店」（現在・武田薬品工業）と直接取引開始し、すぐに「塩野義」「田辺」の大阪御三家ら大阪の大手商店全部との直接取引開始。市内は「半井」との商業圏域が重なる為、市内は小売専門とし京都北部から滋賀県・福井県方面に出張した
- 明治41年嶋路源太郎（後の嶋路株式会社の創業者）が入店
- 明治41年「中川安商店」と商号変更
- 大正10年嶋路源太郎（後の嶋路株式会社の創業者）が暖簾わけで「嶋路源太郎商店」設立
- 昭和18年「日本売薬配給統制会社」に吸収合併
- 昭和19年1月「京都府医薬品統制会社」に統合
- 昭和20年11月「中川安商店」再開
- 昭和22年3月「東レ株式会社」のペニシリンを京都・滋賀の総代理販売店となる
- 昭和25年3月15日 資本金150万円で「中川安商店株式会社」を設立
- 昭和28年4月資本金400万円で子会社として「株式会社滋賀中川安」設立
- 昭和30年「ちどり会」結成
- 昭和33年「ALS会」結成[1]
- 昭和33年5月首都圏進出の足がかりとして子会社「永和薬品商会」（東京都大田区中央2-23）設立
- 昭和33年9月「株式会社滋賀中川安」を統合
- 昭和35年4月「株式会社永和薬品商会」設立
- 昭和36年5月 子会社「株式会社永和薬品商会」を合併し「中川安・東京店」として発足
- 昭和37年5月「東京店・横浜営業所」設立
- 昭和38年1月 「中川安株式会社」に商号変更
- 昭和38年6月「東京店・世田谷営業所」「東京店・大田営業所」開設
- 昭和39年5月本社を「東京店」に移転
- 昭和40年5月「東京店・練馬営業所」開設
- 昭和41年2月「京都店・彦根営業所」開設
- 昭和41年5月「京都店・舞鶴営業所」開設
- 昭和41年6月「東京店・荒川営業所」開設
- 昭和42年4月「京都店・草津連絡所」開設
- 昭和42年4月「東京店・物流センター」設立
- 昭和42年7月「東京店・藤沢連絡所」開設
- 昭和42年8月「東京店・厚木連絡所」開設
- 昭和42年10月「東京店・調布連絡所」開設
- 昭和43年2月「東京店・横浜物流センター」開設
- 昭和43年4月「東京店・川崎出張所」開設
- 昭和43年4月「京都店・長浜連絡所」開設
- 昭和44年3月「京都店・物流センター」開設
- 昭和44年4月「東京店・多摩営業所」開設
- 昭和44年4月「東京店・小岩連絡所」開設
- 昭和44年7月「京都店・福知山連絡所」開設
- 昭和45年4月本社を東京都渋谷区神宮前に移転
- 昭和45年4月「東京店・千葉営業所」開設
- 昭和45年5月「東京店・埼玉営業所」開設
- 昭和45年7月「JMF」設立
- 昭和46年4月「大阪店」開設
- 昭和46年5月「大阪店・吹田営業所」開設
- 昭和46年6月「大阪店・寝屋川営業所」開設
- 昭和57年9月「東都圏支社・港営業所」開設
- 昭和58年11月「東都圏支社・港南営業所」開設
- 昭和59年12月「東都圏支社・平塚営業所」開設
- 平成12年10月 アズウェルに吸収合弁。

## 営業所
- 東都圏支社
  - 本店 - 東京都渋谷区
  - 世田谷営業所 - 東京都世田谷区
  - 横浜営業所 - 神奈川県横浜市
    - 川崎出張所 - 神奈川県川崎市

  - 平塚営業所 - 神奈川県平塚市
  - 厚木営業所 - 神奈川県厚木市
  - 横浜物流センター - 神奈川県横浜市
- 京都支社
  - 京都営業所 - 京都府京都市
  - 舞鶴営業所 - 京都府舞鶴市
    - 福知山連絡所 - 京都府福知山市

  - 彦根営業所 - 滋賀県彦根市
  - 滋賀物流センター 滋賀県大津市
- 大阪支社
  - 吹田営業所 - 大阪府吹田市
  - 寝屋川営業所 - 大阪府寝屋川市

## 主な取引メーカー
- 三共
- 第一製薬
- 藤沢薬品
- 武田薬品
- エーザイ
- 田辺製薬
- 中外製薬